# 嚥下障害
嚥下障害（えんげしょうがい、摂食嚥下障害）とは、摂食・嚥下の一連の過程のどこかに障害が生じている状態。誤嚥や窒息、脱水の原因となる。長期にわたると低栄養を引き起こし、また、誤嚥性肺炎の原因となる。
その原因は、摂食嚥下器官の奇形、欠損、腫瘍やその術後、炎症といった器質的要因や、摂食嚥下器官の感覚・運動障害(運動麻痺、失調、不随意運動、振戦など)といった機能的要因による。

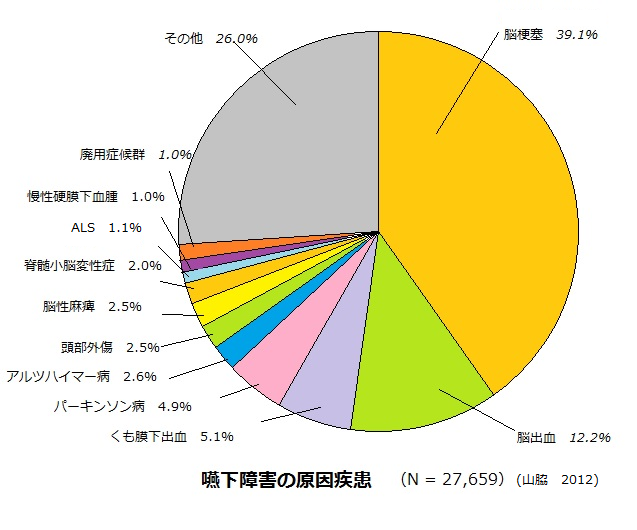
一般病院における嚥下障害患者の原因

## 原因
嚥下障害の原因は器質的原因、機能的原因、心理的原因の3つに大別される。

### 器質的原因
先天異常、腫瘍、炎症、外傷、加齢性変化（歯の脱落）などによって舌や咽喉頭および食道の構造そのものが傷害されている場合。原因や疾患から分類する方法もあるが、たとえばリハビリテーションの見地から見ると、運動神経・筋群・硬組織といった出力系と感覚受容器・知覚神経といった入力系に分類する方が目的に適っているという。
| 外傷・感染 | 口腔、顔面/頚部          | 口腔、顔面/頚部                                     | 口腔、顔面/頚部                      |
| 先天異常   | 下顎、口腔、食道など     | 下顎、口腔、食道など                                | 唇裂口蓋裂, 先天性食道閉鎖など       |
| 頸椎疾患   | 頚椎の変形による通過障害 | 頚椎の変形による通過障害                            | 強直性脊椎骨増殖症, 変形性頚椎症     |
| 頸椎疾患   | 頚椎手術合併症           | 頚椎手術合併症                                      | 頚椎前方固定術後                     |
| 頸椎疾患   | 先天奇形                 | 先天奇形                                            | 頭蓋底陥入症, Chiari奇形             |
| 腫瘍       | 腫瘍による障害           | 神経浸潤：頭蓋底 (V, VII-XII)                       | 混合性喉頭麻痺, (咽頭癌, 頭蓋底腫瘍) |
| 腫瘍       | 腫瘍による障害           | 神経浸潤：下頚部, 縦隔 (反回神経)                   | 肺癌, 食道癌, 甲状腺癌               |
| 腫瘍       | 腫瘍による障害           | 腫瘍による圧排や狭窄                                | 口腔癌, 咽頭癌, 食道癌               |
| 腫瘍       | 腫瘍による障害           | 疼痛                                                | 口腔癌, 咽頭癌                       |
| 腫瘍       | 放射線治療による障害     | 神経損傷, 切断 骨・筋の欠損 瘢痕/浮腫による運動制限 | 脳腫瘍, 頭蓋底腫瘍, 頭頂部癌など     |

### 機能的原因
摂食・嚥下器官を動かす筋肉、神経に障害がある場合。脳卒中による嚥下障害や、神経変性疾患、その他の神経筋疾患はここに含まれる。また先天異常でも、形態異常ではなく、神経の異常あるいは筋力・筋緊張低下といった機能的な嚥下障害もある。
脳卒中
脳卒中は摂食嚥下障害を合併する頻度が高く、脳卒中の50％以上に摂食嚥下障害がみられると報告されている。しかし、多くの場合、7日以内に摂食嚥下機能は回復し、6カ月後に摂食嚥下障害が残るのは、11～13％である。
神経疾患
パーキンソン病や筋萎縮性側索硬化症（ALS）では摂食嚥下障害の合併が多い。ALSにおける摂食嚥下障害の有病割合は47～86%と報告されている。

### 心理的原因
神経因性食欲不振症など摂食障害の他、認知症、うつ病などで食欲制御が傷害されている場合もここに含まれる。
精神疾患患者においては、統合失調症患者の23％、双極性感情障害患者の27％に、口腔咽頭嚥下障害の徴候が認められたと報告されている。
精神疾患を持たない人の有病率が6%であるのに対し、精神疾患患者の32%が嚥下障害を持っている。窒息事故の割合もはるかに高い (一般で100,000人中0.66に対して、精神疾患患者では100,000人中85)。
一方で、心因性嚥下障害に関しては明確な疫学データが存在していない。
認知症
高齢認知症患者における摂食嚥下障害有病割合は上昇しつつある。嚥下造影検査の分析から認知症では84%の患者が何らかの嚥下障害を持っている、という報告がある。
また、認知症患者255人を対象に18カ月追跡調査を行った研究では、摂食嚥下障害の有病割合は85.9％であり、摂食嚥下障害を有する認知症では低栄養、重度認知機能低下の合併が多かった。
認知症患者では拒食などの食行動障害を有することも多い。

### その他
術後摂食嚥下障害
もともと摂食嚥下機能が低下している高齢者では、外科手術後に摂食嚥下障害が顕在化することがある。特に、頚椎前方手術、喉頭手術、肺切除術、心臓手術、食道手術などは、摂食嚥下障害を引き起こすことが知られている。
頚椎前方手術後の摂食嚥下障害発生割合は、40～60%と報告されている。術直後から摂食嚥下障害を生じるが、骨棘の成長を含む構造変化が慢性の経過で摂食嚥下障害を引き起こす可能性もある。
心臓手術は術後摂食嚥下障害のリスクがあり、その発生率は3～67%と報告されている。
がん
14種類のがん患者239人における摂食嚥下障害合併について調査した研究では、全患者のうち54％に何らかの摂食嚥下障害がみられ、頭頚部がん（89％）、肺がん（78％）、骨軟部腫瘍（73％）、上部消化管がん（67％）などで摂食嚥下障害の合併が多かった。
脳性麻痺
脳性麻痺の50.4%が嚥下障害を、53.5%が食行動障害を有しているという報告がある。
内部障害
心不全入院患者の23％に、慢性閉塞性肺疾患の78％に、急性期入院高齢者の50％に、摂食嚥下障害がみられたとの報告がなされている。

## 疫学
摂食嚥下障害の有病割合は人種に関係がない。地域在住高齢者における摂食嚥下障害の有病割合は16～23％であり、75歳以上では27％に増加する。摂食嚥下障害の有病割合は、虚弱性の程度やADL低下の程度に応じて増加する。入院患者や施設入所者に摂食嚥下障害を有している頻度が高い。

## 摂食嚥下障害による症状・事象

### 低栄養
摂食嚥下障害のある人では、そうでない人に比べて、低栄養のリスクは1.5倍であり、1年後の死亡リスクは2倍になると言われている。

### 肺炎
脳卒中において、摂食嚥下障害の合併がある場合、肺炎のリスクが4.7倍、死亡リスクが1.8倍に増加すると報告されている。

## 嚥下障害の評価

### 反射
口蓋反射
左右の前口蓋弓を軽くこすると軟口蓋が挙上する反射。
咽頭反射
咽頭後壁をこすったときに軟口蓋挙上する反射。

### 水分嚥下試験（MWST）
3mlの水を注射器で被験者の口腔内にいれて嚥下してもらう。注入後5秒以内にむせ込みなく飲めれば正常である。

### 反復唾液嚥下テスト（RSST）
30秒間に唾液を何回嚥下できるのかを検査する。2回以下では異常である。

## 球麻痺と偽性（仮性）球麻痺
球麻痺とは延髄の諸脳神経（舌咽神経、迷走神経、舌下神経）の運動神経核の障害により、発語、発声、嚥下、呼吸、循環などの障害をきたして生じる症状である。偽性球麻痺とは延髄神経核の上位ニューロンである皮質延髄路の障害によって生じる症状をさす。嚥下障害において両者の障害は異なると考えられている。
球麻痺の嚥下障害
球麻痺では延髄にある疑核、弧束核、網様体および嚥下関連ニューロン障害で嚥下障害をきたす。典型例は脳血管障害ではワレンベルグ症候群、変性疾患では筋萎縮性側索硬化症などである。嚥下動態では口腔相障害は軽度であり、咽頭相の嚥下反射障害が主体である。嚥下反射が起こりにくく、起こっても不十分である。CPGによる嚥下筋群の活動様式のプログラム異常と考えられている。軟口蓋、咽頭挙上、咽頭収縮、食道入口部開大などの運動障害が認められる。停滞型の嚥下障害である。
偽性球麻痺の嚥下障害
皮質延髄路障害であり、皮質・皮質下型、線状体型、橋型の3型が知られているが嚥下動態は同様である。従来は両側病変で生じるとされていたが皮質領域の片側性病変でも嚥下障害が生じるという報告がされている。反射は起こりにくいが、嚥下中枢自体は障害されていないため、嚥下反射が起こればそのパターンは保たれている。嚥下動態は口腔相の障害（食塊形成不良）、咽頭期への移送の障害、嚥下障害の惹起不良が主体である。口腔期と咽頭期のタイミングがずれることが問題となり、嚥下反射は保たれる。食塊形成しにくい水分は特に誤嚥しやすい。

## 特殊な嚥下障害

### 失行
口腔顔面失行
嚥下失行

## 内科的治療
ドパミン-サブスタンスP系の賦活
アンデオテンシン変換酵素阻害薬（ACEI）はサブスタンスPの分解を阻害するため咳反射が高まり、嚥下反射も改善する。L-DOPAも嚥下反射を改善させる。アマンタジンなどもドパミン放出を促進し嚥下反射を改善させる。
その他
シロスタゾールは嚥下反射改善効果が知られている。

## 外科的治療
輪状咽頭筋切除術、喉頭挙上術、喉頭蓋管形成術、喉頭摘出術、気道食道分離術、声門閉鎖術などが有効な場合もある。

## リハビリテーション
摂食嚥下リハビリテーションは、摂食嚥下障害がある人すべてを対象に行う、摂食嚥下障害からの回復、摂食嚥下機能の獲得・機能維持を目的とした働きかけである。摂食障害(拒食症・過食症)は対象外である。また、小児と成人では一部アプローチが異なる。
全身状態の管理をする医師、患者の全体的なケアをする看護師、口腔ケアを行う歯科衛生士、嚥下食など食事を管理する管理栄養士の他、実際に食事をとれるように訓練をするのが言語聴覚士である。言語聴覚士は、口腔・嚥下機能の評価を行うとともに、食べるために必要な筋力の強化を行い、誤嚥してしまった時に食物を吐き出す訓練も行う。さらに、機能維持のための口腔ケアや、摂食時の姿勢や食形態の調整、さらには、実際に食物を用いた嚥下訓練も行う。胃瘻と併用しながら、体力強化とともに摂食嚥下訓練を行うことで、将来的に胃瘻を取り外せるようになる場合もある。